# Tommaso Carlone
Tommaso Carlone (o Carloni) (Genova, 1600 circa – Torino, 1º aprile 1667) è stato uno scultore e stuccatore svizzero-italiano.
Figlio di Giuseppe di Rovio, scultore a Genova, e nipote di Taddeo Carlone. Ebbe tre figli: Giovanni, Giuseppe Maria e Giovanni Domenico, questi due ultimi entrambi scultori. Lavorò soprattutto a Genova e Torino.